# URO VAMTAC
L'URO VAMTAC (Vehículo de Alta Movilidad Táctico, "Veicolo di alta mobilità tattica") è una famiglia di veicoli militari a quattro ruote motrici spagnola prodotta dalla UROVESA di Santiago di Compostela. In origine molto simile esternamente all'Humvee dell'Esercito degli Stati Uniti a causa delle analoghe esigenze che hanno portato al suo sviluppo via via si è diversificato nell'aspetto.
Più di 2.000 esemplari sono stati consegnate alle Forze armate spagnole. 
Altri Paesi hanno adottato il VAMTAC per le loro forze armate ed ha prestato servizio in Afghanistan e in Siria. Il veicolo è prodotto in tre modelli I3, S3 e ST5 e può avere molte configurazioni.
Esiste una versione trattore di artiglieria, l'URO VAMTAC SK, che differisce sensibilmente dalla versione base.

## Sviluppo
L'URO VAMTAC è stato sviluppato dalla società spagnola UROVESA (URO, Vehiculos Especiales S.A.) in modo da soddisfare le richieste dell'esercito spagnolo per un fuoristrada polivalente, aeroportabile, ad alta mobilità con una buona capacità di carico utile .
Proprio quando l'HMMWV entrò in produzione nel 1984, l'esercito spagnolo iniziò a pensare di acquistare o sviluppare un proprio veicolo multiruolo che avrebbe sostituito le Land Rover.
Il concetto VAMTAC non si è concretizzato fino al 1995, quando si è tenuto un concorso per un veicolo tattico di nuova generazione. Anche l'HMMWV americano era un candidato naturale per diversi motivi. La UROVESA decise di progettare un veicolo che potesse migliorare il progetto statunitense.
Dopo che il veicolo è stato testato dal Ministero della Difesa spagnolo, UROVESA ha ricevuto un contratto quinquennale e l'URO VAMTAC nelle sue prime versioni è stato prodotto dal 1998 al 2003. Nell'ottobre 2005, il Ministero della Difesa ha assegnato un nuovo contratto quinquennale per l'URO VAMTAC dopo un periodo di prova di tre mesi. Con questo lotto furono introdotte anche alcune modifiche e i due modelli del veicolo denominati T3 e T5 furono ribattezzati rispettivamente I3 e S3. L'URO VAMTAC è simile nell'aspetto e nel design all'Humvee dell'esercito americano, perché entrambi i veicoli sono stati progettati per soddisfare requisiti e specifiche simili.

## Impiego operativo

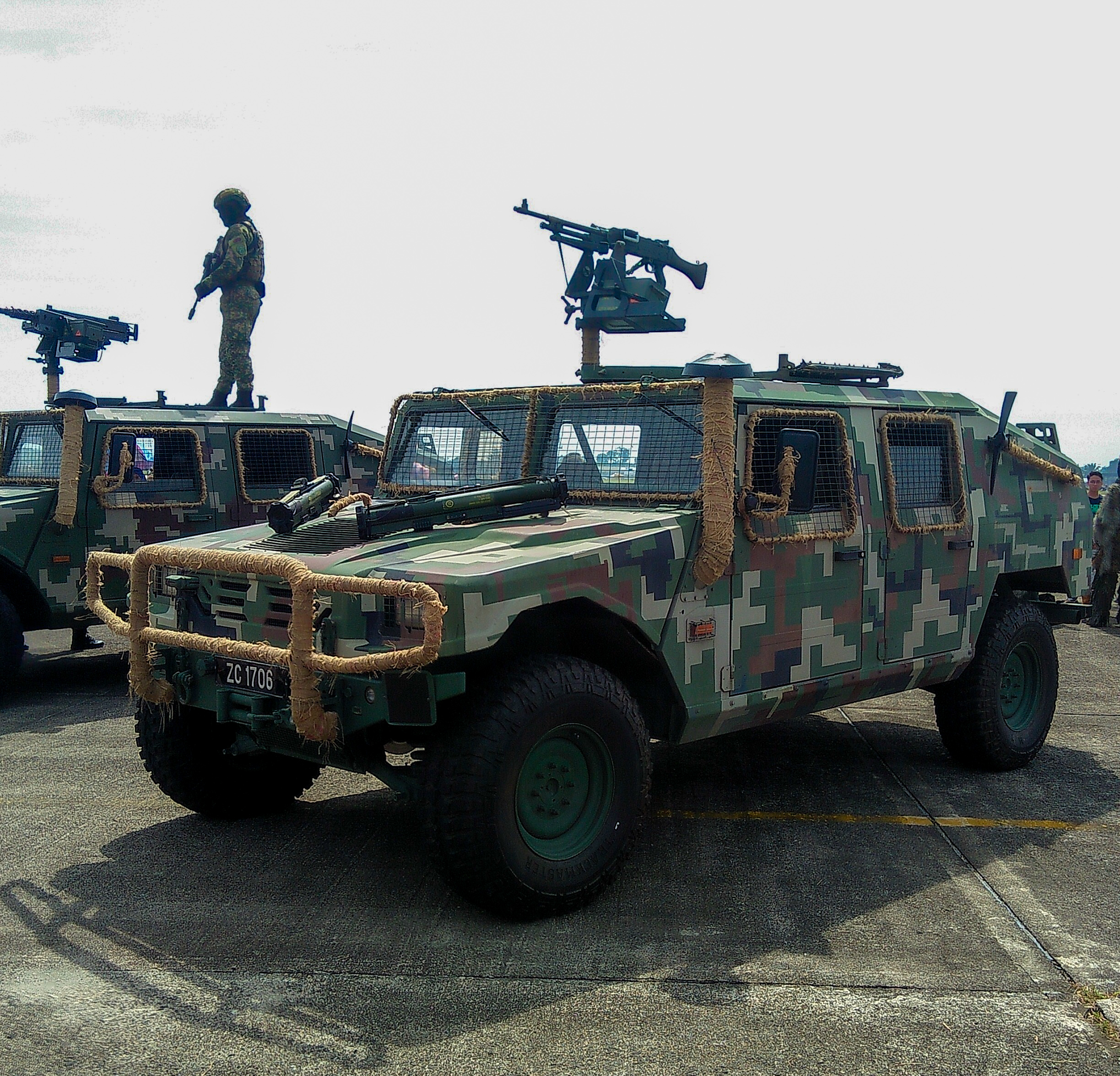
Un URO VAMTAC dell'Esercito malese con camuffamento "digitale"

Circa 1.200 unità sono state consegnate all'esercito spagnolo in base al contratto iniziale del 1998. Circa il 60% di queste erano del modello T5 (in seguito S3), e il resto era T3 (in seguito I3). Entro la fine del 2009, circa 900 unità in più sono state consegnate nell'ambito del secondo contratto, portando il totale acquistato dalle forze spagnole a circa 2.100 veicoli. Tutti i veicoli consegnati nell'ambito del secondo contratto sono stati del modello S3. I militari hanno equipaggiato circa il 25 per cento dei veicoli ricevuti in base al contratto iniziale con kit balistici, aumentandone la corazzatura. .
Nell'aprile 2013, il Vamtac è stato selezionato come veicolo prescelto per tutti i rami delle forze armate spagnole. Ciò significa che avrebbero sostituito gli HMMWV utilizzati dai marines spagnoli. Un totale di 772 veicoli sono stati acquistati in un periodo di 5 anni.
L'esercito spagnolo ha utilizzato l'URO VAMTAC durante le operazioni militari in Afghanistan a cui ha preso parte come in Congo e in Libano. Altre nazioni utilizzano questo veicolo.
Complessivamente, secondo una stima del 2017, circa 4.500 unità sono in servizio in più di 20 paesi e finora in 50 diverse configurazioni.

## Caratteristiche ed equipaggiamento
L'URO VAMTAC è dotato di quattro ruote motrici ed è disponibile in tre configurazioni principali: comando e controllo, telaio cabinato e pick-up. Il primo è dotato di una cabina a quattro porte. Le ultime due versioni sono disponibili con tre tipi di cabina: due porte, quattro porte o una versione a quattro porte con porte posteriori più piccole e meno spazio in cabina. Al vano posteriore possono essere aggiunti torrette e supporti per vari tipi di armi tra le quali mitragliatrici, lanciagranate, missili anticarro, mortai da 81 mm, fucili senza rinculo M40 e missili leggeri di difesa aerea
Il veicolo ha una lunghezza di 4,845 m, una larghezza di 2,175 m e un'altezza di 1.9 m. Il peso a vuoto del veicolo varia da 3.000 kg a 3.500 kg e ha una capacità di carico utile che va da 1.500 kg a 2.000 kg. Entrambe queste specifiche variano a seconda della versione. L'URO VAMTAC ha un'autonomia di oltre 600 km e può affrontare pendenze del 70% e pendenze laterali del 50%. È alimentato dal motore Steyr Motors M16-"Monoblock" (6 cilindri, turbodiesel, che eroga 135 kW) dotati di una trasmissione automatica a cinque marce avanti. L'I3 utilizza un motore da 166 kW mentre l'S3 è equipaggiato con un motore da 188 kW.

## Versioni

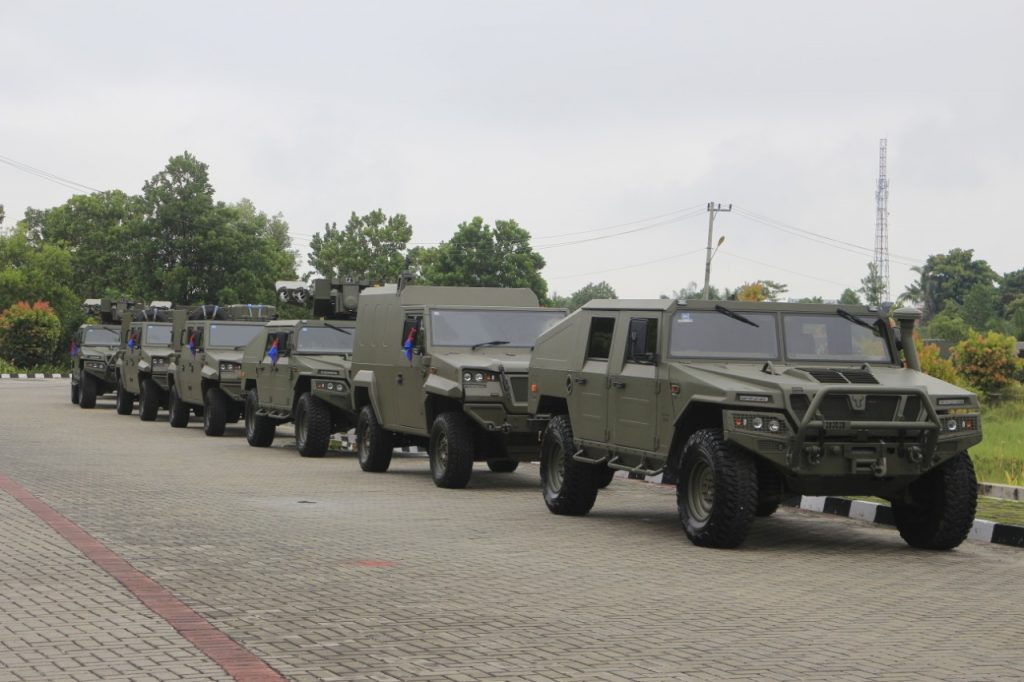
URO VAMTAC ST5 & LTV indonesiani dotati di sistema missilistico Starstreak

L'URO VAMTAC ha avuto diverse evoluzioni:
- URO VAMTAC Rebeco (1998-2003)
- URO VAMTAC I3 (inizialmente come URO VAMTAC T3) (2004-2010)
- URO VAMTAC S3 (inizialmente come T5) (2004-2010)
- URO VAMTAC S3 ARMORED (2004-2010)
- URO VAMTAC ST5 (dal 2013)
- URO VAMTAC ST5 BN3 (con livello 3 STANAG) (dal 2015)
- URO VAMTAC SK95 (trattore di artiglieria leggero su telaio ST5) (dal 2018)
- URO VAMTAC LTV (Light Tactical Vehicle) (2018)[8]

## Varianti
Il VAMTAC è disponibile in molte versioni diverse con diversi tipi di carrozzeria. Le varianti più comuni sono il cassonato, la versione posto di comando/controllo e cabinato. La variante cabinato può montare diverse tipologie di rastrelliere per armi o vani di carico.

## Operatori

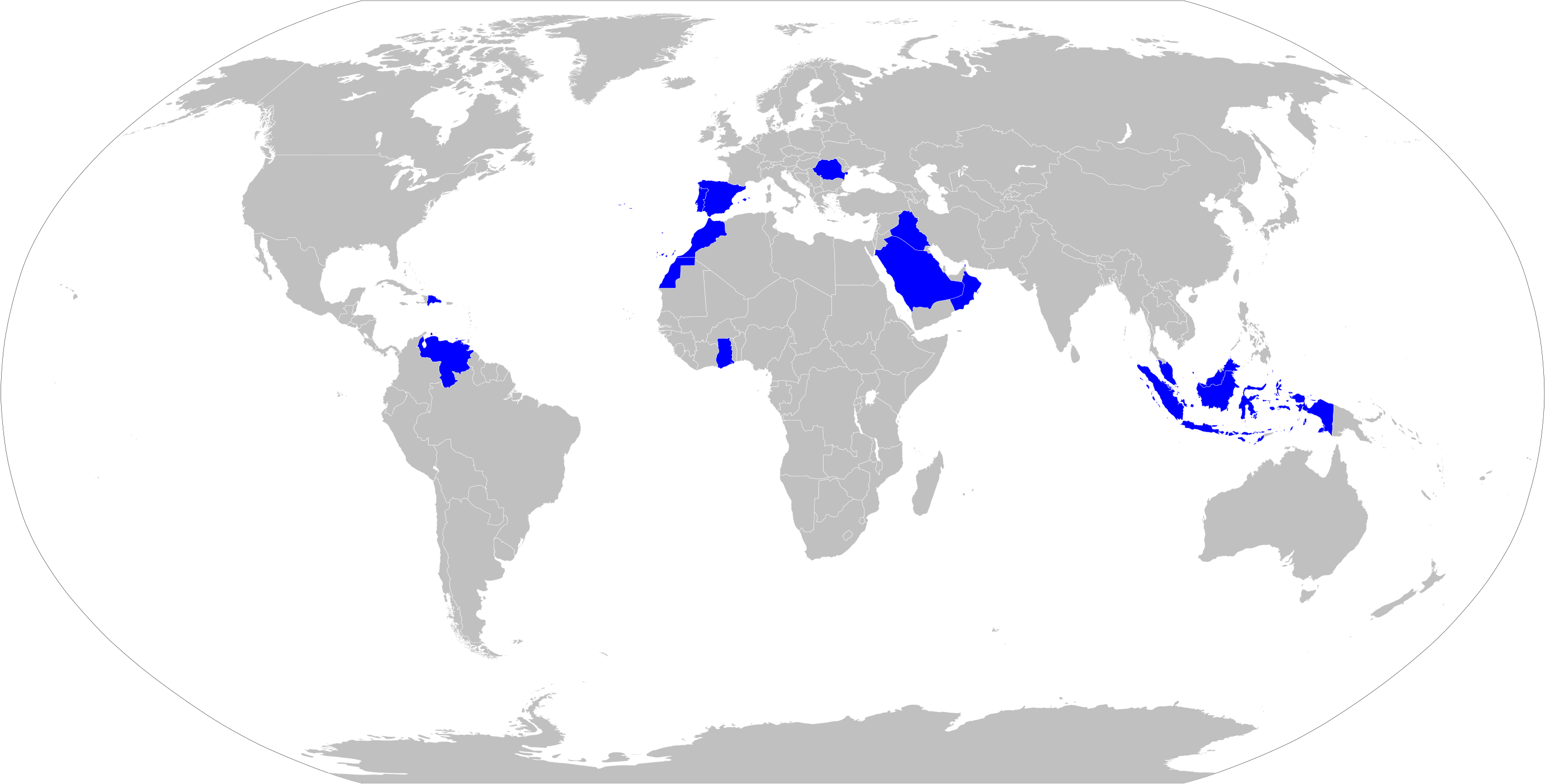
Operatori attuali del VAMTAC in blu

### Operatori attuali
- Rep. Dominicana – 60-80 veicoli[9]
- Ghana –[10]
- Indonesia – 40+ veicoli, ST5 (RapidRanger MMS version) & LTV (LML/LML-NG & command version)[11][12]
- Iraq – 255 veicoli
- Malaysia – 103 veicoli[13]
- Mali - Gendarmeria Nazionale del Mali (Forze armate maliane) - 2 veicoli donati dagli Stati Uniti alla fine del 2022.[14]
- Marocco – 1.200 veicoli[15]
- Portogallo – Prese a nolo parecchi esemplari prima del 2006, dopo di che li rese alla Spagna.[16] Acquistò 139 ST5 BN3 veicoli nell'ottobre 2018.[17]
- Romania – 100 veicoli, nelle varianti S3 e S3-HD[18]
- Arabia Saudita – 10 veicoli[19]
- Singapore –[20]
- Spagna – Esercito spagnolo, Polizia nazionale spagnola, Guardia Civil, Unità per le emergenze – 2.900 veicoli
- Oman - Esercito dell'Oman, Royal Guard of Oman
- Ucraina - Esercito ucraino - 20 veicoli consegnati nell'Aprile 2022.[21]

### In valutazione
- Brasile – (In valutazione, non adottato)
- Paraguay – (In valutazione, non adottato)

## Galleria d'immagini

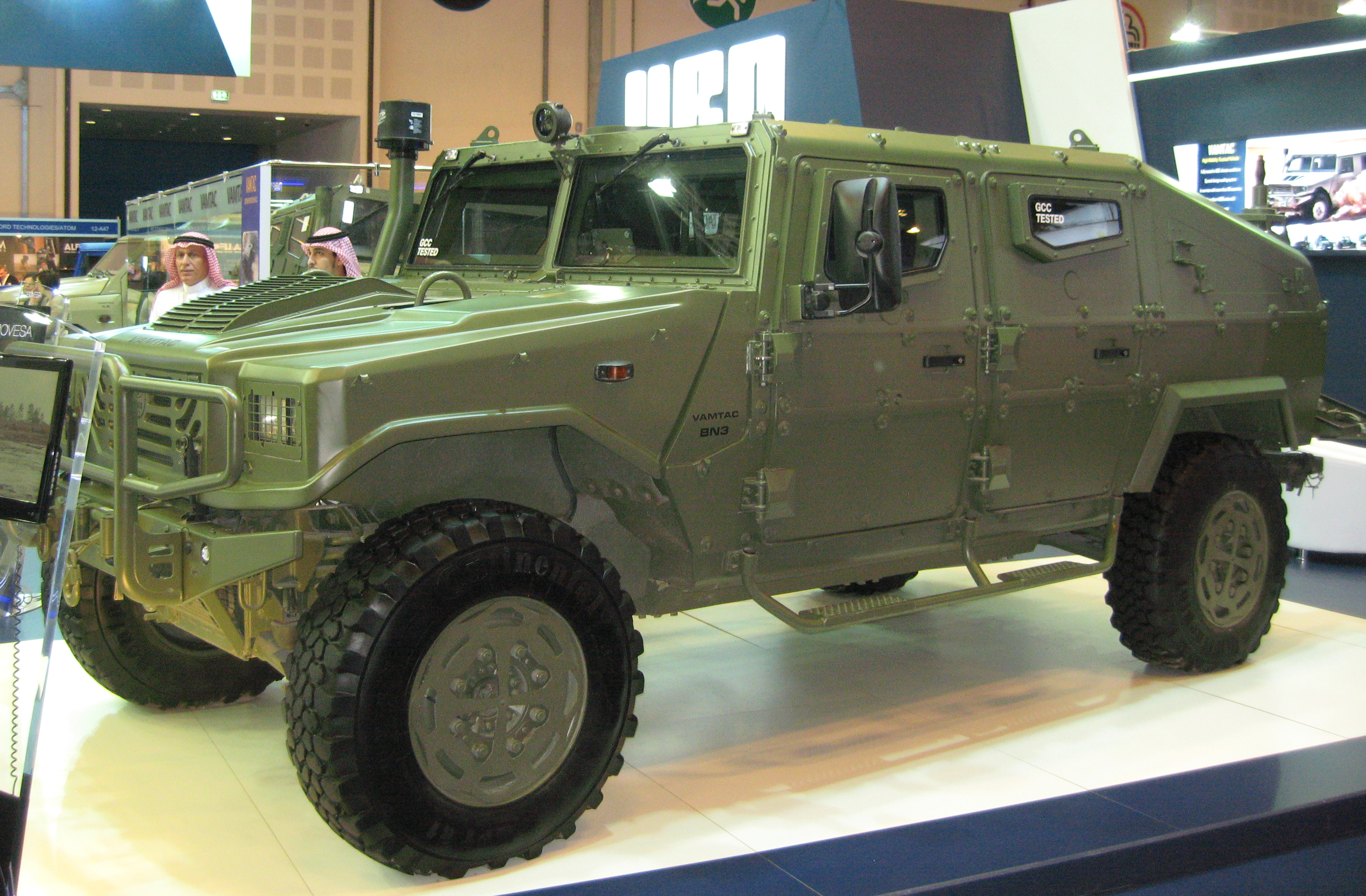
Versione equipaggiata da un sistema di protezione aggiuntiva Composhield in mostra all'IDEX nel 2013
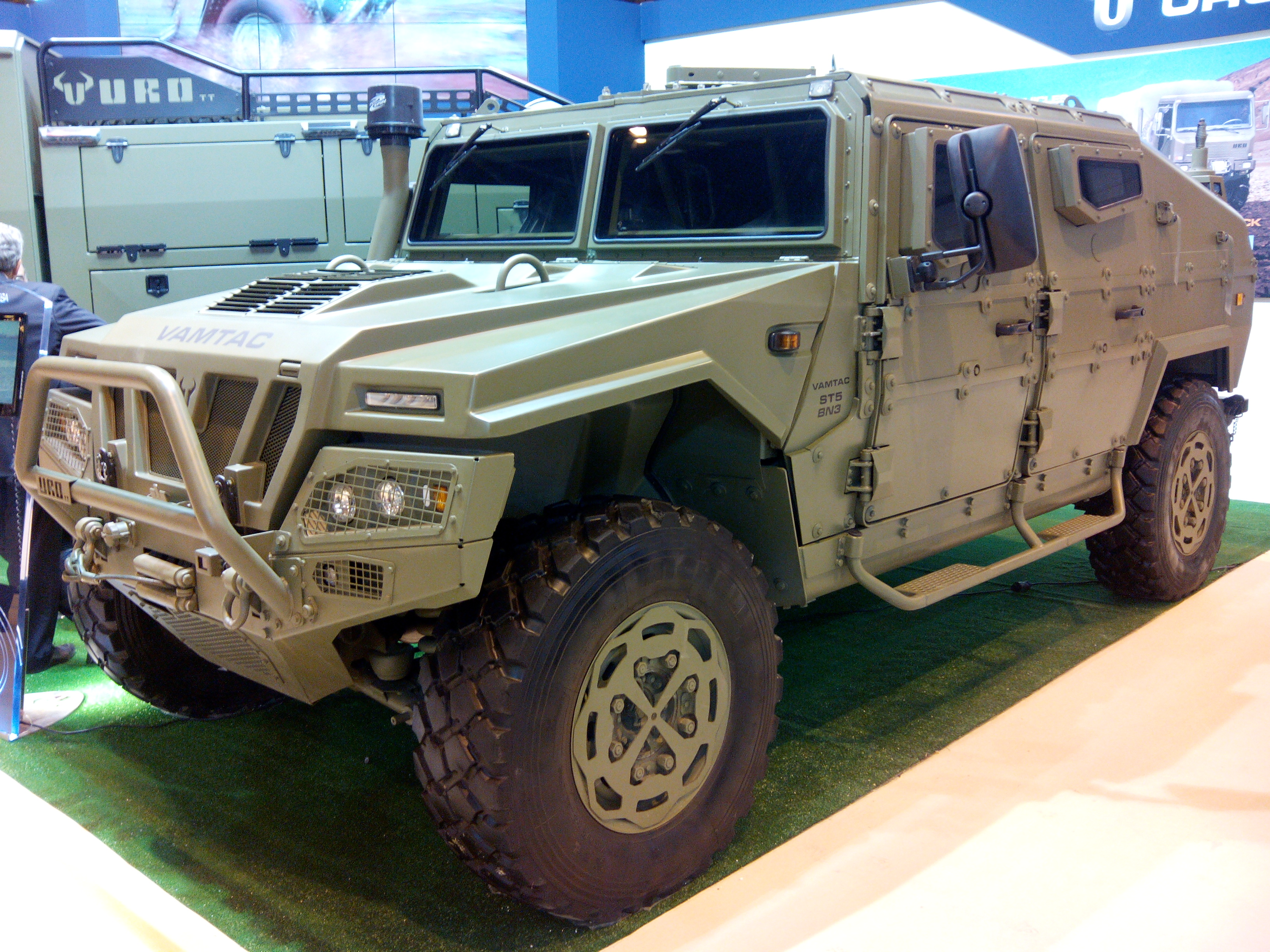
Un URO VAMTAC ST5 BN3 in mostra all'Homsec nel 2015
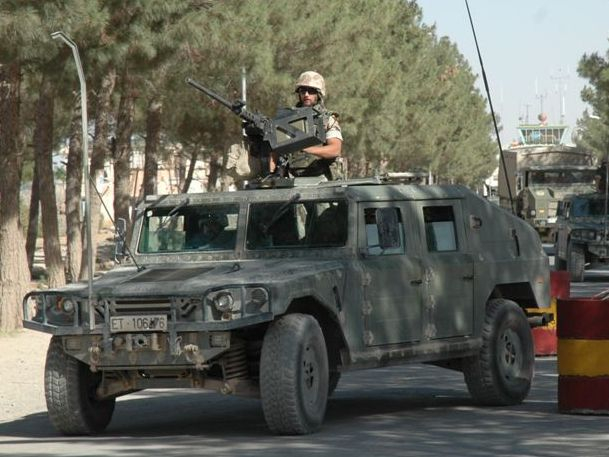
Un URO VAMTAC dell'Esercito spagnolo a Herat, in Afghanistan, nel 2005
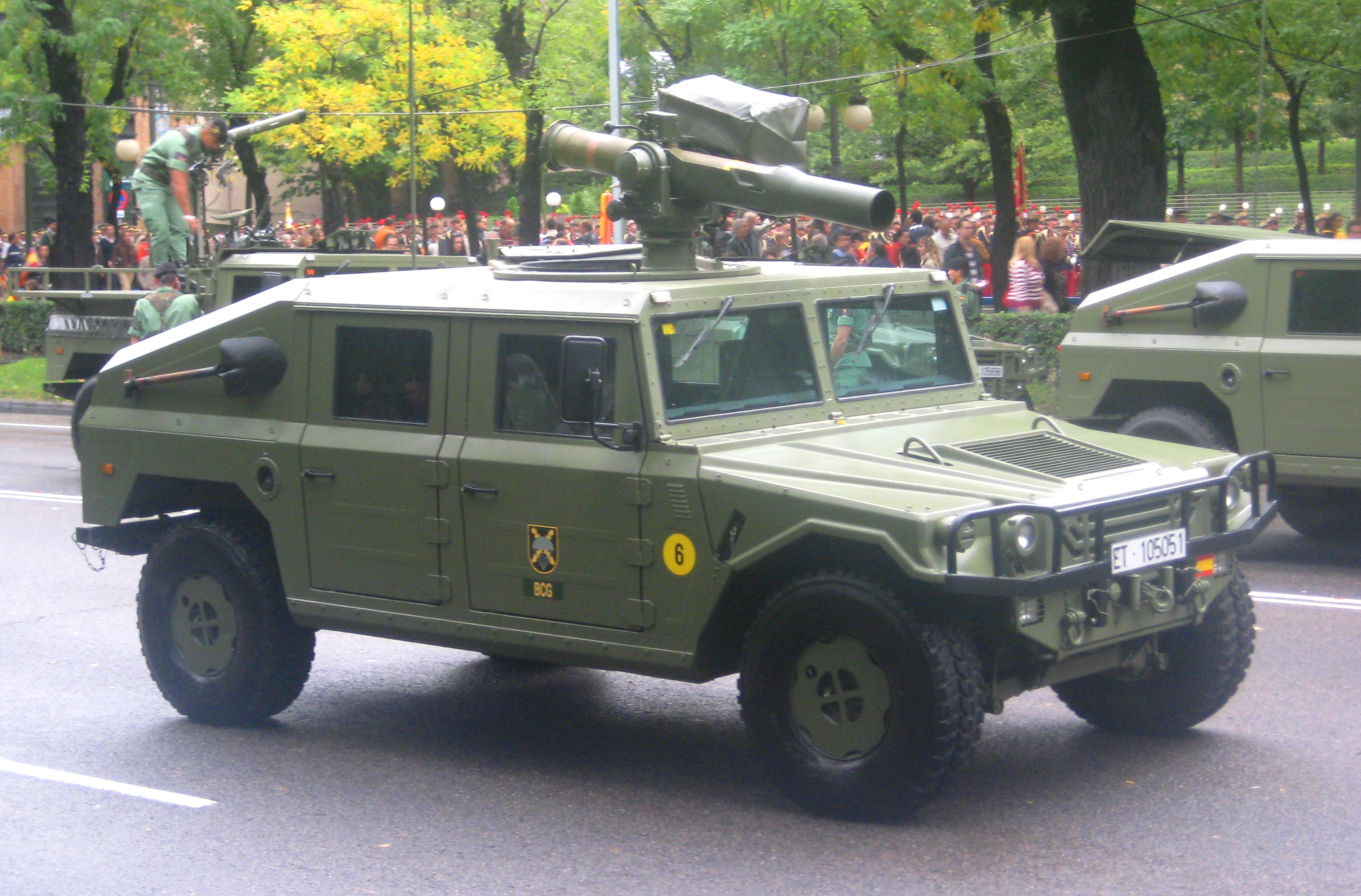
Armato con un lanciamissili controcarro BGM-71 TOW
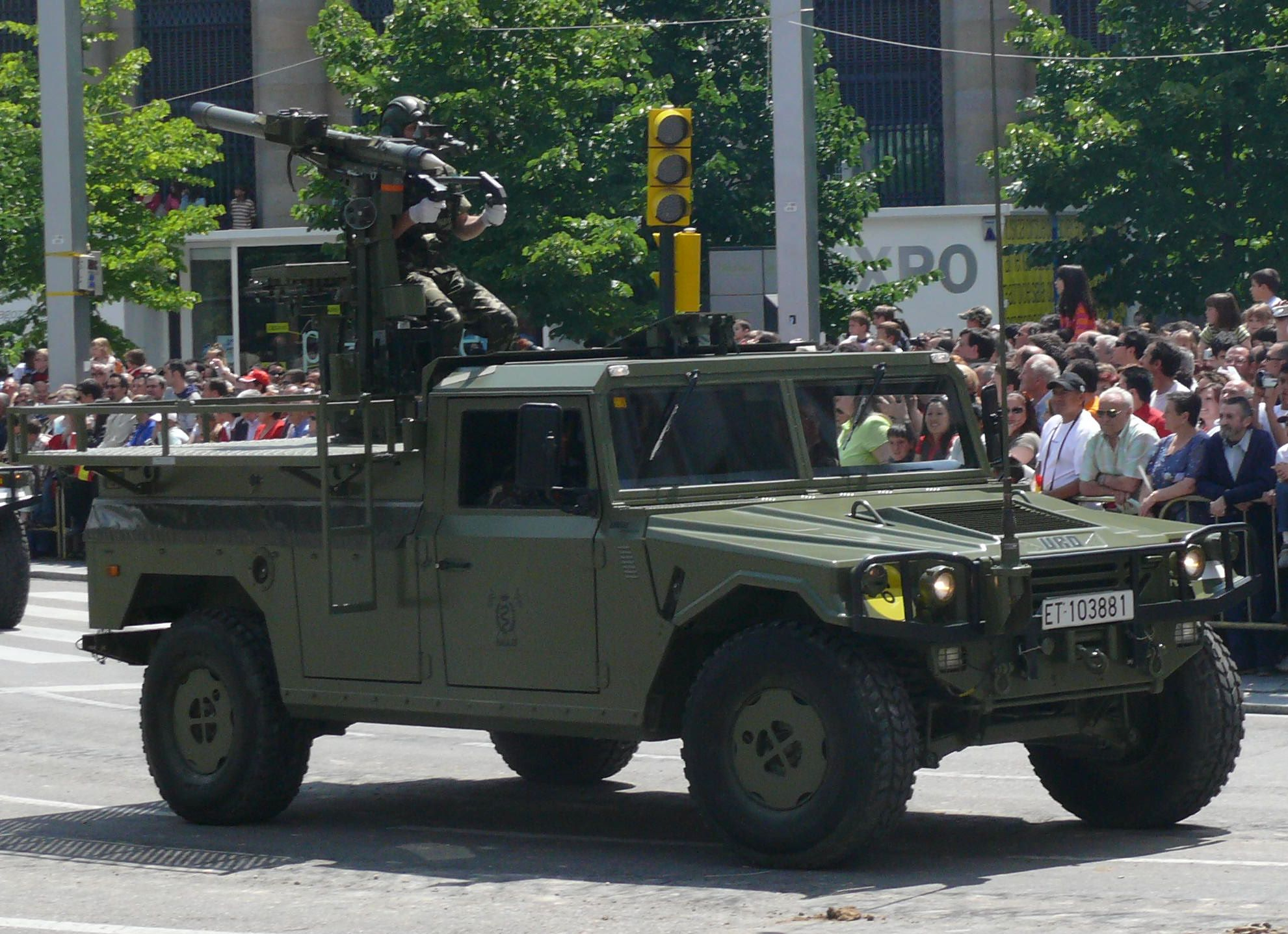
Un URO VAMTAC armato con un lanciatore di missili Mistral
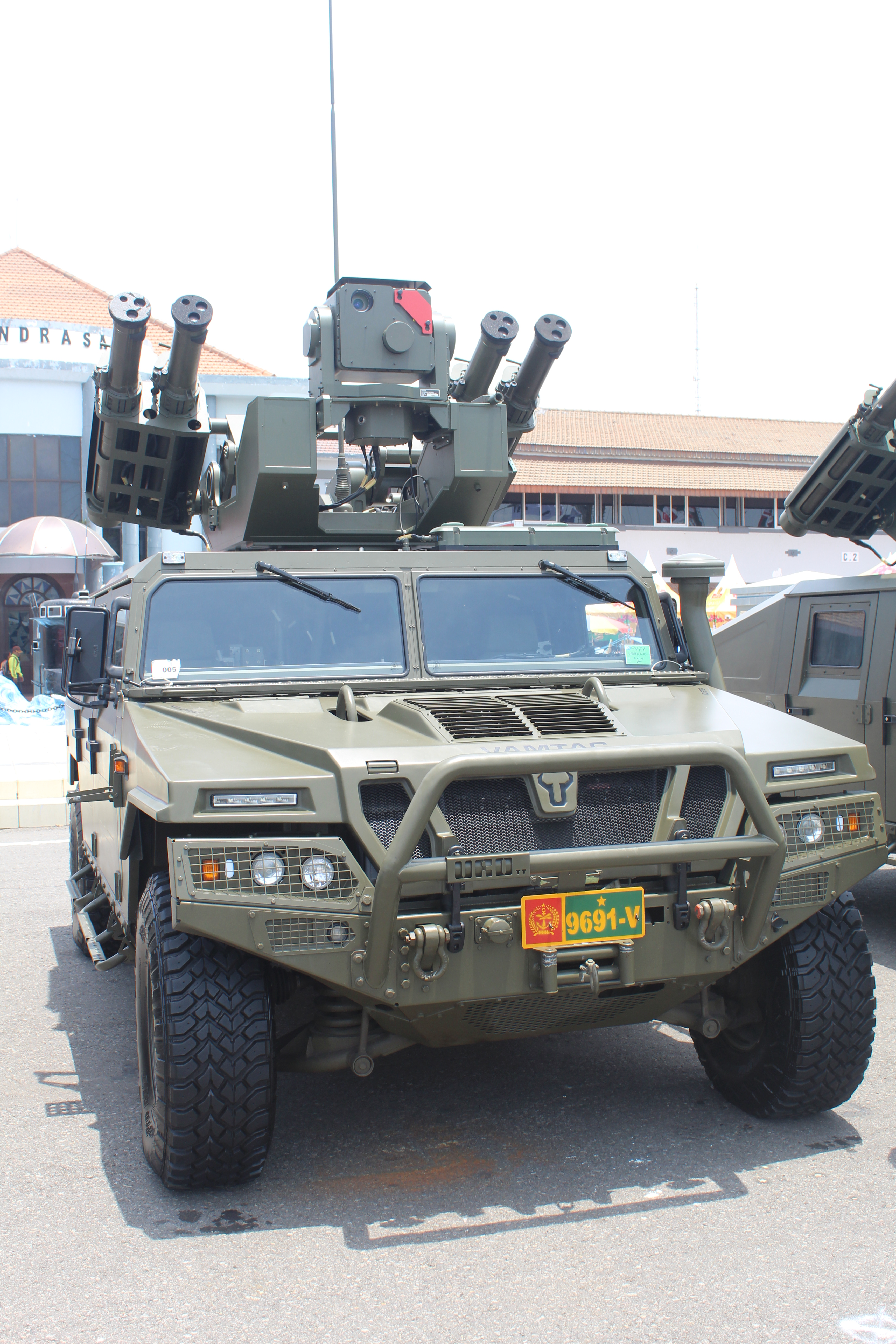
Un URO VAMTAC con un lanciatore di missili Starstreak
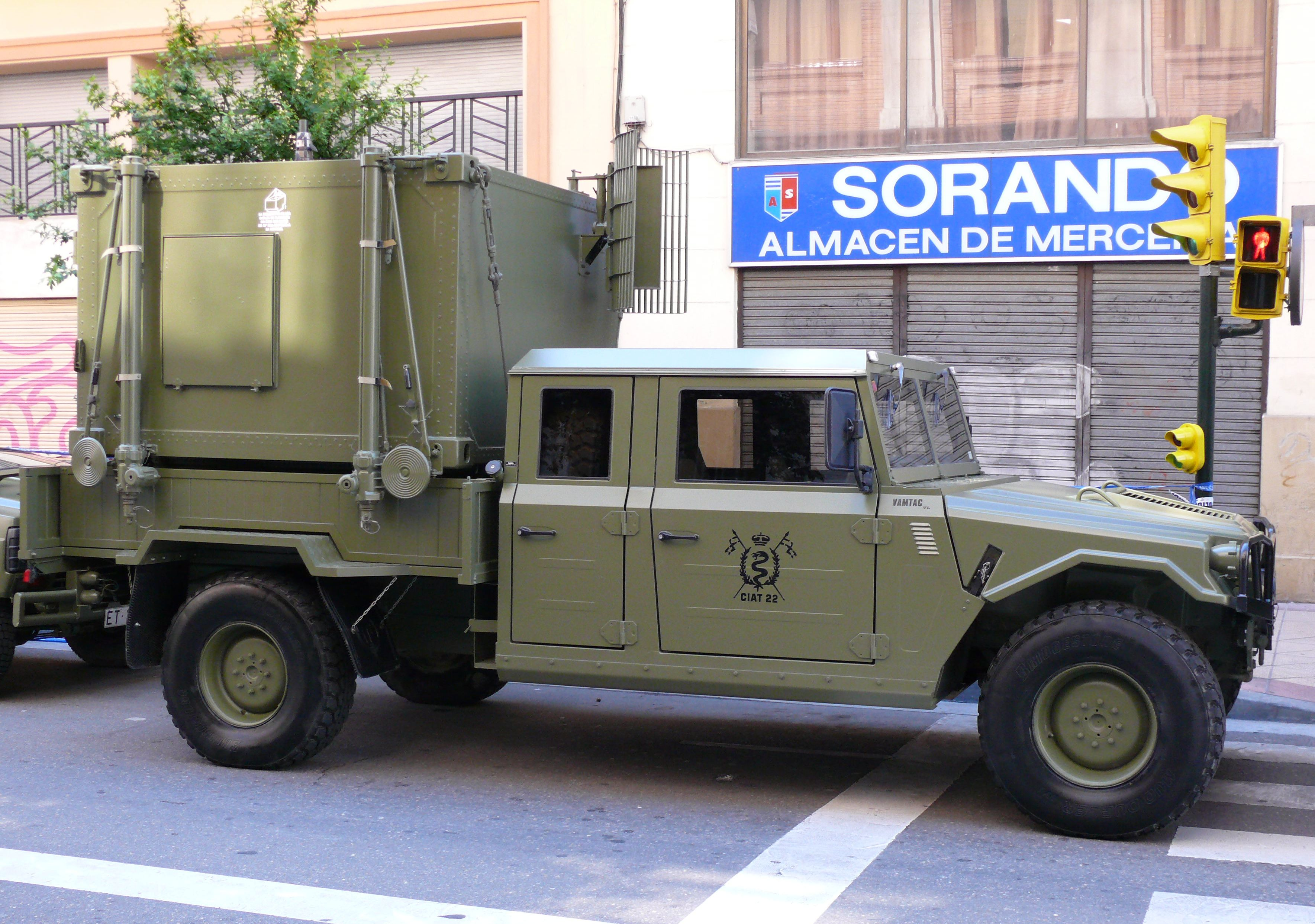
Un URO VAMTAC centro comunicazioni
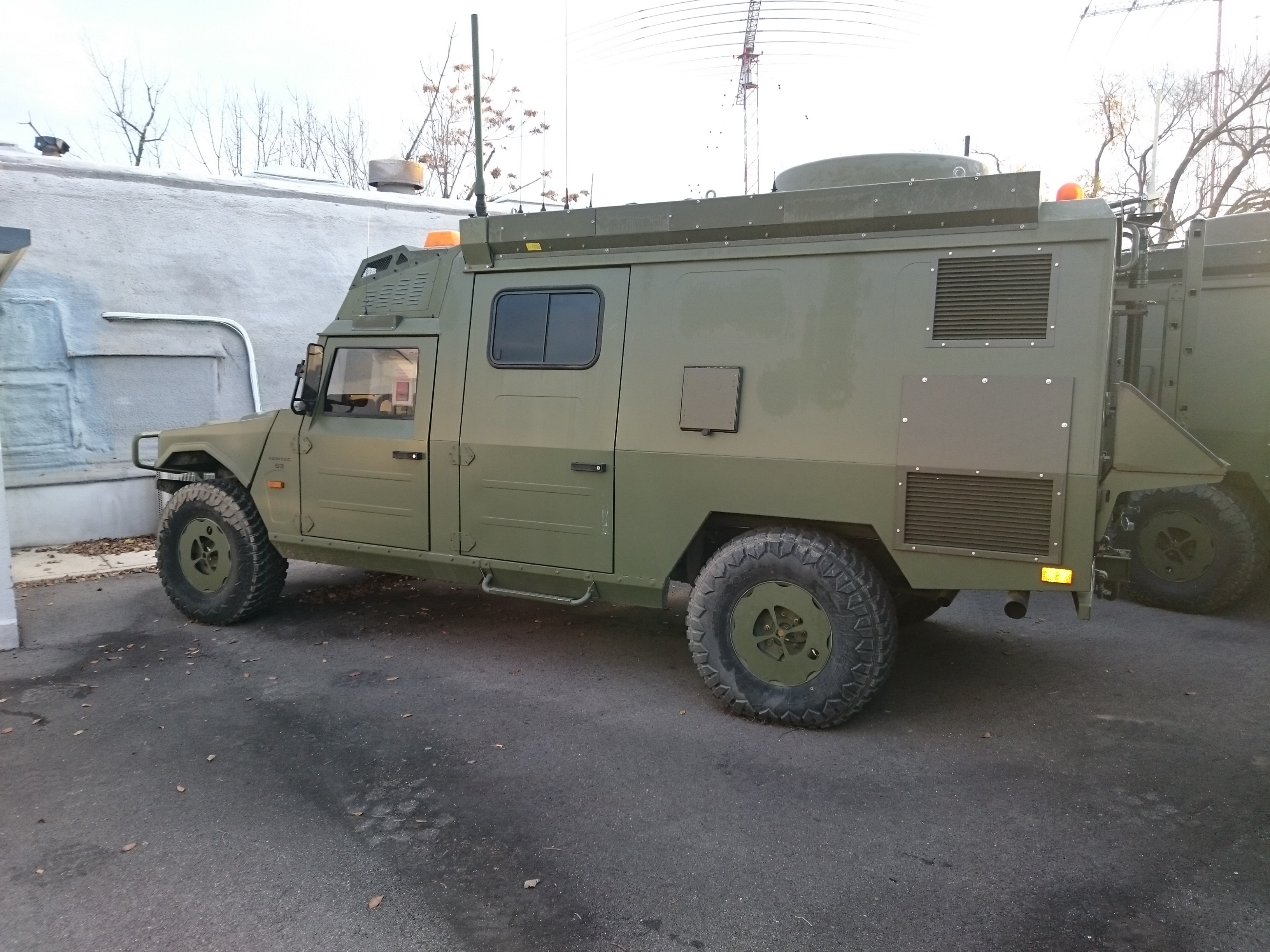
Un URO VAMTAC con carrozzeria chiusa
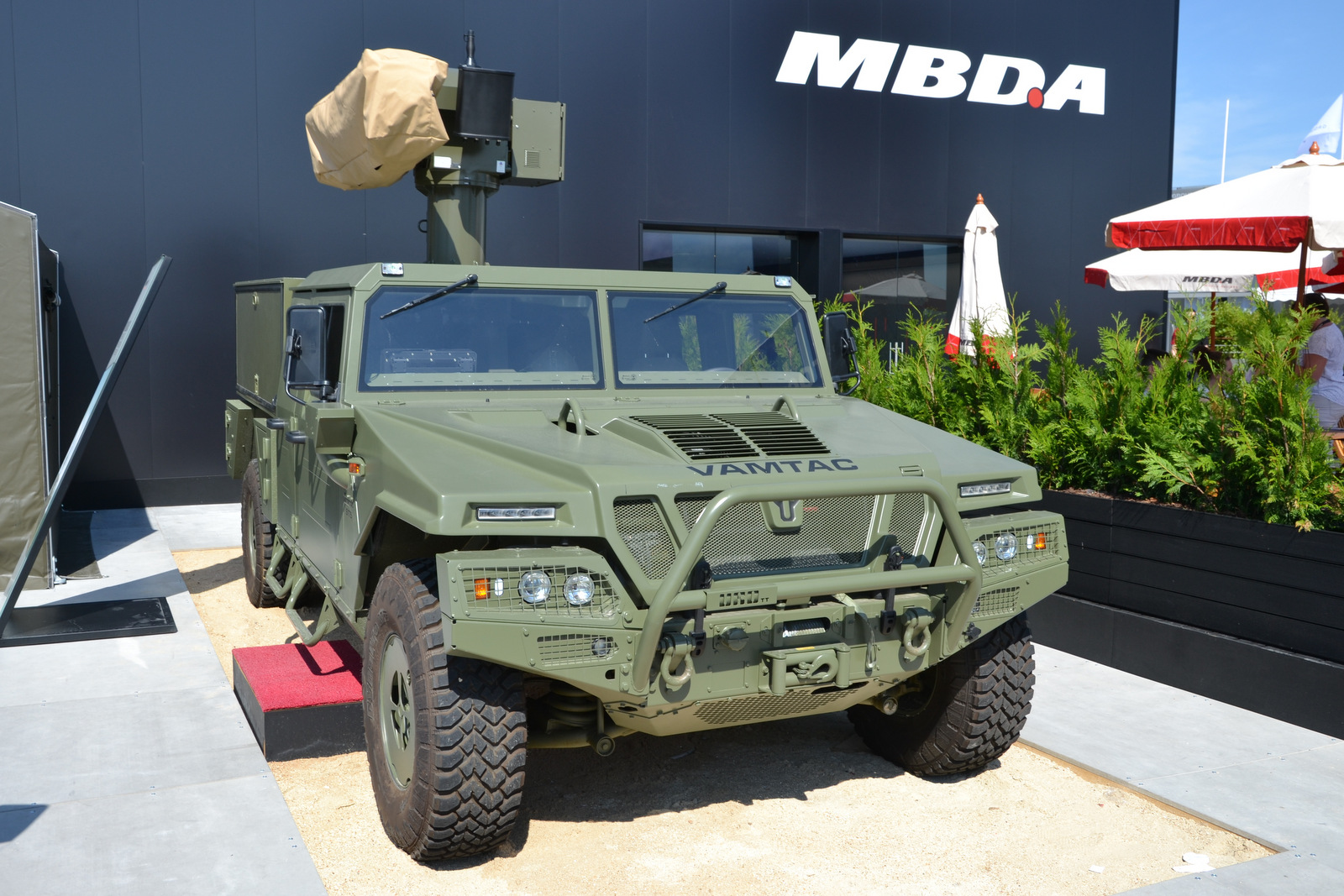
Un URO VAMTAC al Paris Air Show nel 2019
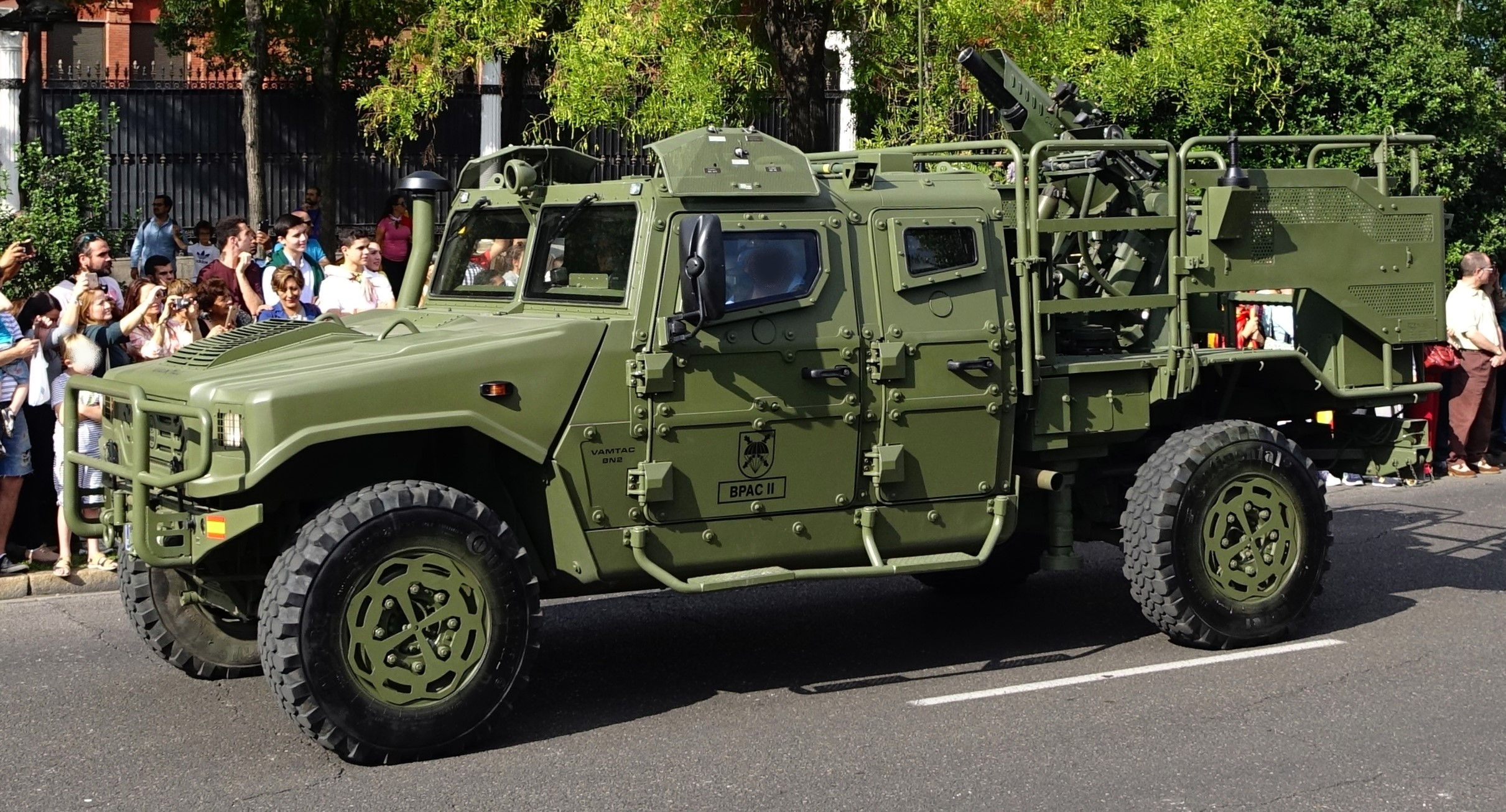
Versione spagnola LWB con cabina blindata
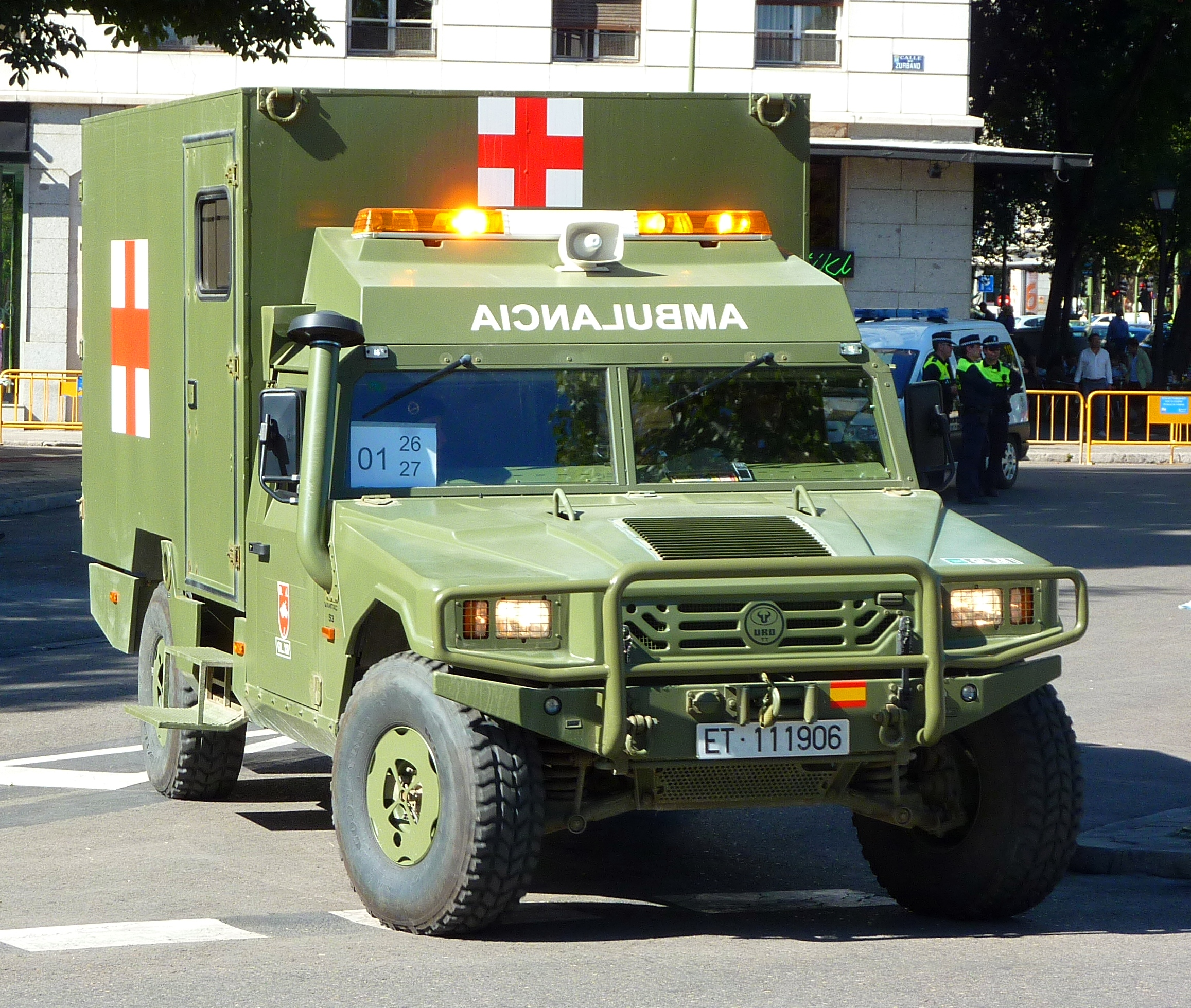
Un URO VAMTAC ambulanza
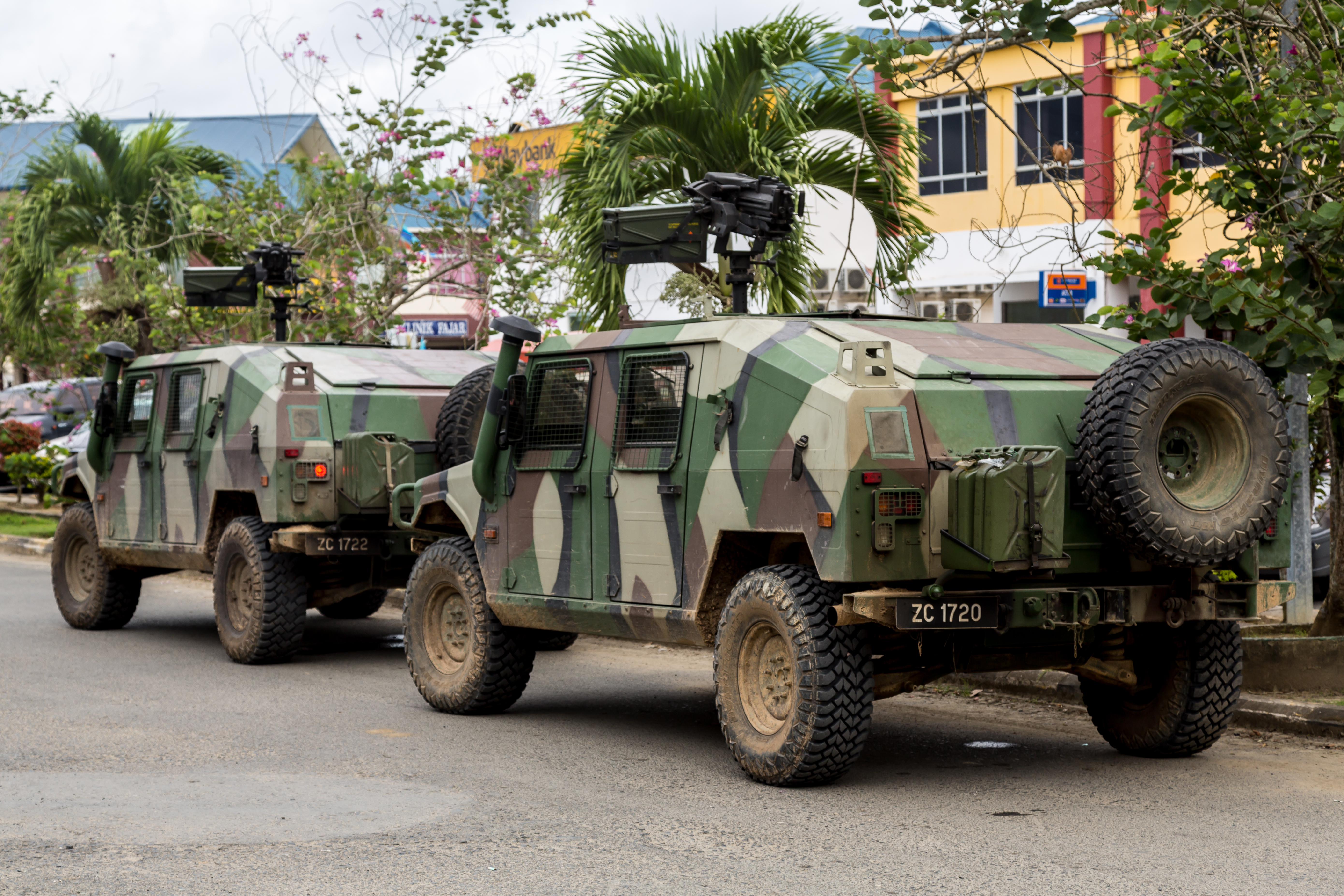
Un URO VAMTAC dell'Esercito malese con camuffamento Harimau Belang
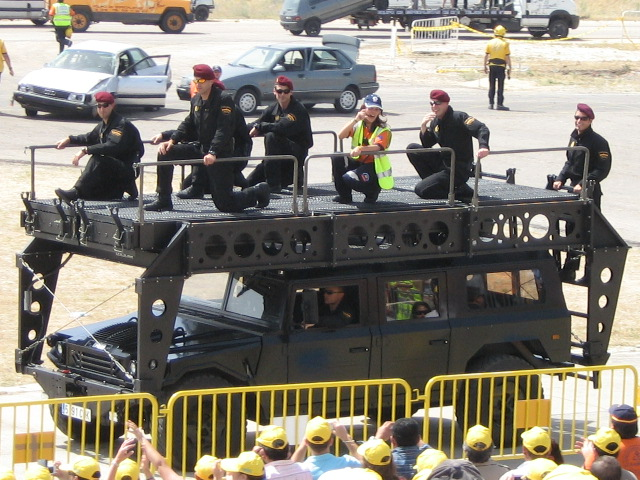
Un URO VAMTAC con piattaforma
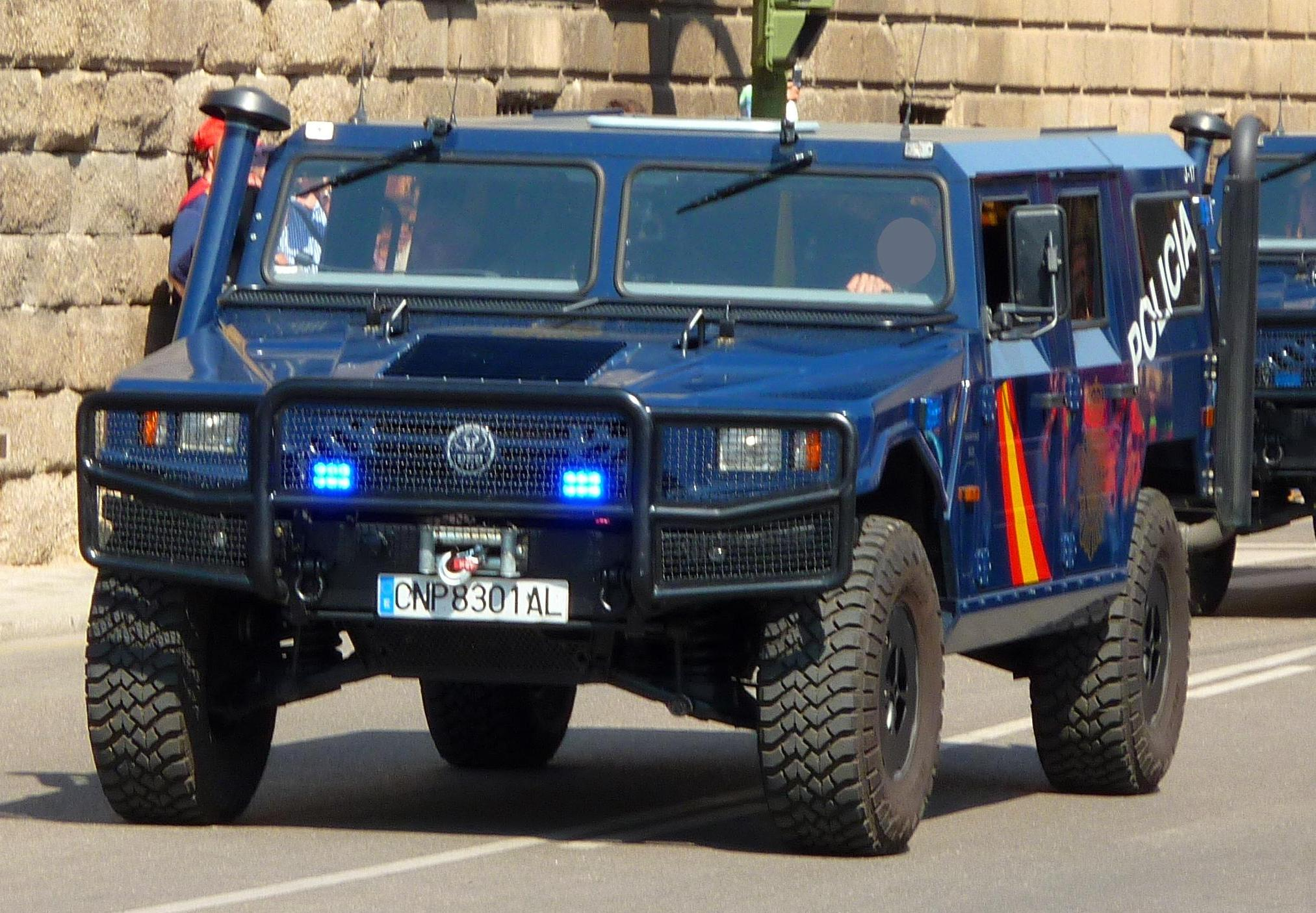
URO VAMTAC della Polizia Spagnola
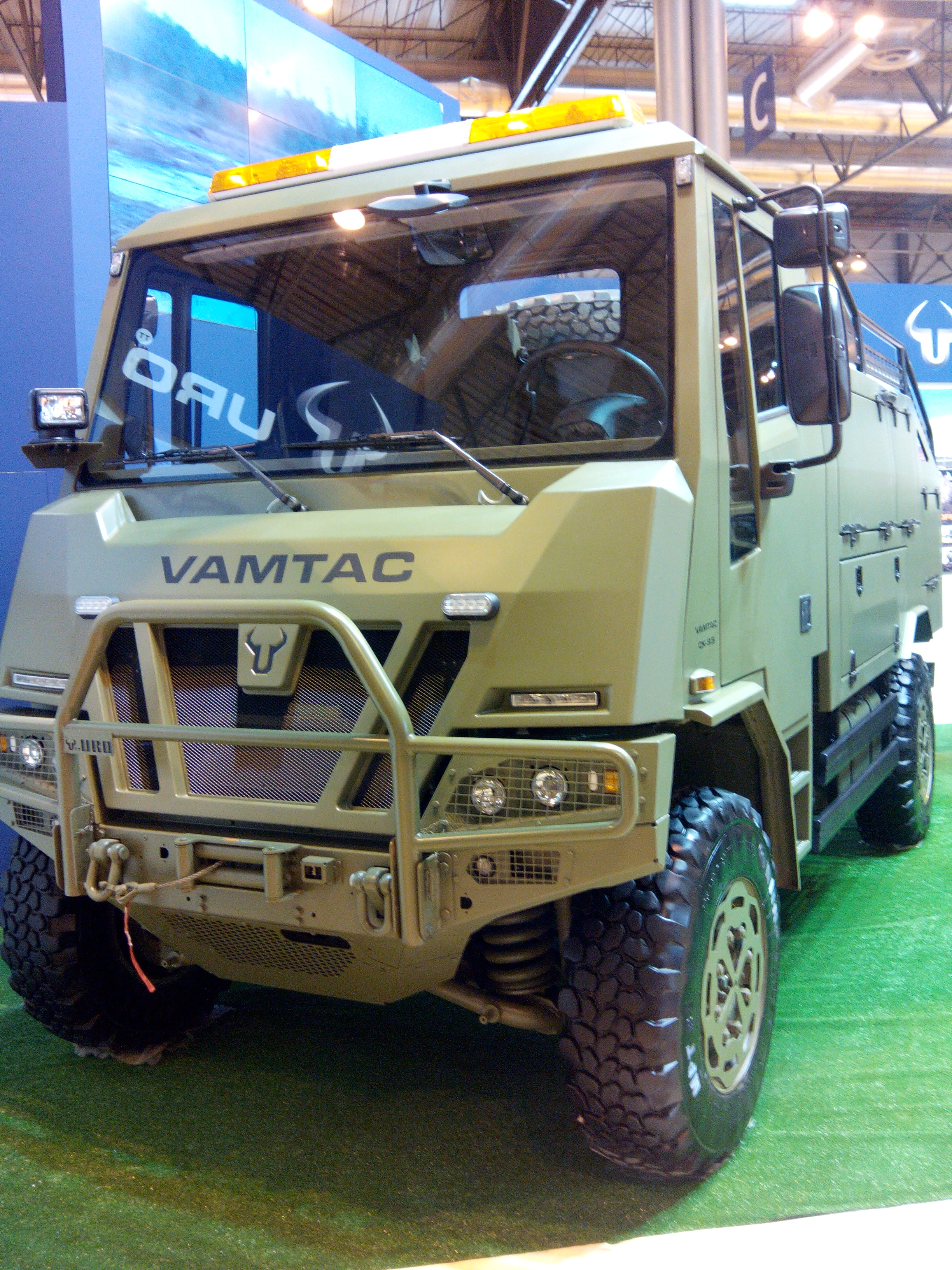
Un URO VAMTAC SK trattore di artiglieria

## Veicoli similari
- Humvee, il quale possiede un telaio e una carrozzeria similare
- Hawkei – Un veicolo militare a quattro ruote motrici australiano
- Iveco LMV – Un veicolo militare a quattro ruote motrici italiano
- Toyota Mega Cruiser – Un veicolo militare a quattro ruote motrici giapponese il quale possiede a sua volta un telaio e una carrozzeria simile all'Humvee